# Francesco Flamini
Francesco Flamini (Bergamo, 24 maggio 1868 – Pisa, 17 marzo 1922) è stato un critico letterario e poeta italiano.

## Biografia
Nacque da Adele Siepi e da Giulio Flamini, impiegato ministeriale che nel 1870 dovette trasferirsi a Torino, dove Francesco fece i primi studi fino al 1881, anno in cui la famiglia si trasferì a Pisa e il precoce giovane pubblicò la sua prima, piccola opera, Le cure di mia madre, una raccolta di memorie familiari nelle quali spicca la figura della madre Adele.
Frequentò la Facoltà di lettere dell'Università di Pisa sotto l'insegnamento di Alessandro D'Ancona che dal 1887, avendone compreso le non comuni doti, lo fece collaborare alla «Rivista critica della letteratura italiana», al «Giornale storico della letteratura italiana», a «L'Alighieri» e a «Il Propugnatore», scrivendovi recensioni sulla letteratura italiana dei primi secoli. Ancora studente, nel 1888 pubblicò anche il saggio Sulle poesie del Tansillo di genere vario e, con la laurea, la sua voluminosa tesi La lirica toscana del Rinascimento anteriore ai tempi del Magnifico.
Seguirono altri saggi sulla letteratura del Quattrocento, quali Francesco Galeota gentiluomo napolitano del Quattrocento e il suo inedito canzoniere, del 1892, L'egloga e i poemetti di L. Tansillo secondo la genuina lezione dei codici e delle prime stampe, Il Canzoniere inedito di Antonio Forteguerri e Peregrino Allio, umanista, poeta, e confilosofo del Ficino, del 1893, tutti improntati al metodo storico-filologico del maestro D'Ancona.
Dopo alcuni anni trascorsi nell'insegnamento delle lettere alle scuole medie, nel 1893 fu assistente del D'Ancona a Pisa e nel 1895 ottenne la cattedra di letteratura italiana nell'Università degli Studi di Padova, dove il 16 gennaio 1896 tenne la prolusione La poesia italiana del Cinquecento e l'insegnamento scientifico della letteratura nazionale, che figura nella raccolta miscellanea dei suoi scritti del 1905. In essa Flamini puntualizzava le linee del suo metodo critico, volte a unire le esigenze dell'indagine erudita proprie della critica storica con quelle dell'analisi estetico-psicologico del De Sanctis senza trascurare, ma non privilegiando, il richiamo crociano al fatto letterario come pura forma.
Nel 1895 erano usciti altri tre volumi: gli Studi di storia letteraria italiana e straniera, nei quali Flamini raccoglieva altri saggi sul Quattrocento italiano, oltre a Gl'imitatori della lirica di Dante e del dolce stil novo, Il luogo di nascita di Madonna Laura e la topografia del Canzoniere petrarchesco e Le lettere italiane alla corte di Francesco I re di Francia; le Spigolature di erudizione e di critica, comprendenti, tra l'altro, alcuni saggi danteschi e studi su Giambattista Giraldi e Francesco Bracciolini; e poi l'Aurelio Bertola e i suoi studi intorno alla letteratura tedesca.
Nel 1902 apparve il suo volume sul Cinquecento, per la collana della storia della letteratura italiana edita dalla casa editrice Vallardi, ricco di documentazione e di osservazioni erudite. Nel 1903 e nell'anno seguente comparvero i due volumi de I significati reconditi della Commedia di Dante e il suo fine supremo, a testimonianza di un crescente interesse per il poeta al quale continuò a dedicare diverse Lecturae - i commenti ai singoli canti del poema - e ancora La varia fortuna di Dante in Italia, del 1914, e Il significato e il fine della Divina Commedia, nel 1915, rifacimento di un suo saggio del 1893, nel quale sviluppava l'idea della Commedia quale insieme di figure allegoriche.
All'affermazione in Italia della scuola del Croce e alle sue critiche, Flamini reagì difendendo la validità della scuola storica positivista contro l'estetismo idealistico.
Molto meno felici le sue prove poetiche, che aveva iniziato fin dal 1894 sulla scia del Pascoli con Uno sguardo, cui seguirono, tra le altre, Scintillamenti e tristezze nel 1904, Vecchi ritmi nel 1905, Dopo il nembo nel 1906, ispirato alla morte di uno dei suoi figli. 
Dal 1908 era tornato a insegnare alla Scuola Normale di Pisa, alla quale avrebbe poi lasciato tutti i suoi libri. Tra i suoi allievi di spicco, Luigi Russo, Carlo Grabher, Carlo Pellegrini ed altri.
Morì nel 1922 a Pisa.

## Omaggi
- Gli sono state intitolate una via a Pisa e una nel limitrofo comune di San Giuliano Terme (in frazione Gello).

## Opere
Una rassegna esaustiva delle opere di Francesco Flamini è quella fornita da Emilio Santini, in AA. VV., Ricordi e studi in memoria di Francesco Flamini, Napoli, Libreria editrice Francesco Perrella, 1931. Qui di seguito si elencano solo i saggi in volume:
- Dei drammi pastorali di Antonio Epicuro, Mantova, Tip. Manuzio, 1887.
- Sulle poesie del Tansillo di genere vario, Pisa, Nistri, 1888.
- L'imitazione di Dante e dello stil nuovo nelle «Rime» di Cino Rinuccini, Verona, Cose dantesche, 1890.
- La lirica toscana del Rinascimento anteriore ai tempi del Magnifico, Pisa, Nistri, 1891.
- Francesco Galeota, gentiluomo napoletano del Quattrocento e il suo inedito canzoniere, Torino, Loescher, 1892.
- Peregrino Allia umanista, poeta, confilosofo del Ficino, Pisa, Mariotti, 1893.
- Aurelio Bertola e i suoi studi intorno alla letteratura tedesca, Pisa, Mariotti, 1815.
- Spigolature di erudizione e critica, Pisa, Mariotti, 1915.
- Studi di storia letteraria italiana e straniera, Livorno, R. Giusti, 1895.
- Storia della letteratura italiana, Livorno, R. Giusti, 1901.
- Il Cinquecento, Milano, Vallardi, 1902.
- Il Canto XII del «Purgatorio», Firenze, Sansoni, 1904.
- Avviamento allo studio della Divina Commedia, Livorno, R. Giusti, 1905.
- Varia, pagine di critica e d'arte, Livorno, R. Giusti, 1905.
- Tra Valchiusa e Avignone, la scena degli amori del Petrarca, Torino, Loescher, 1910.
- L'anima e l'arte di Giosue Carducci, Livorno, R. Giusti, 1914.
- Antologia della critica e dell'erudizione, volumi 1-2, Napoli, Francesco Perrella, 1914-15.
- Notizia storica dei versi e metri italiani dal Medioevo ai tempi nostri, Livorno, R. Giusti, 1918.
- Poeti e critici della nuova Italia, Napoli, Francesco Perrella, 1920.